# Combined Munitions Assignments Board
Das Combined Munitions Assignments Board wurde auf der Arcadia-Konferenz am 14. Januar 1942 in Washington zwischen dem britischen Premierminister Churchill und dem US-Präsidenten Roosevelt beschlossen und war während des Zweiten Weltkriegs für die Verteilung der Munitions- und Waffenproduktion der Westalliierten auf die verschiedenen Kriegsschauplätze und Waffengattungen zuständig.

## Geschichte

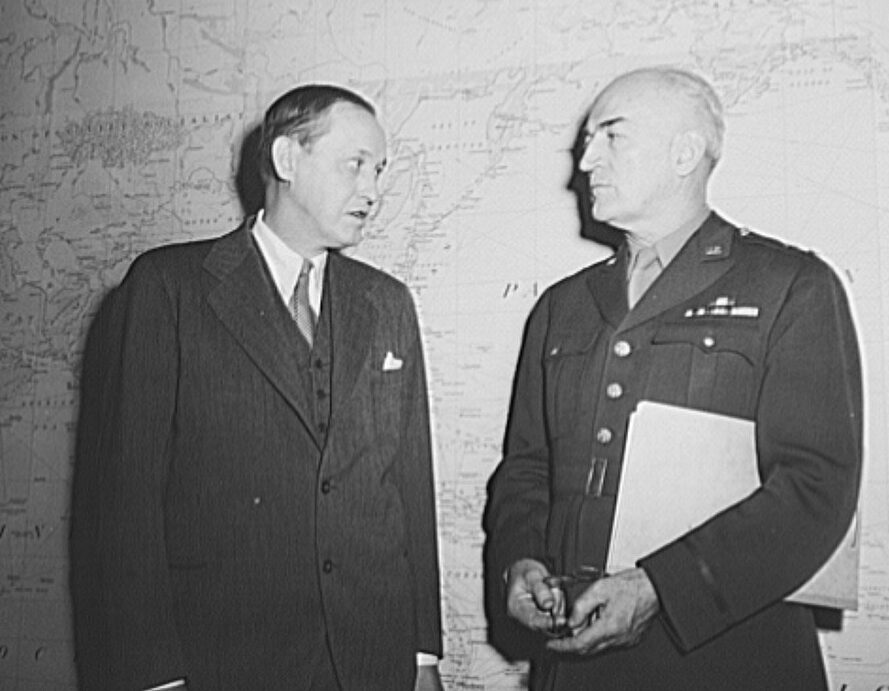
Boardmitglieder Hopkins und General Burns, Februar 1943

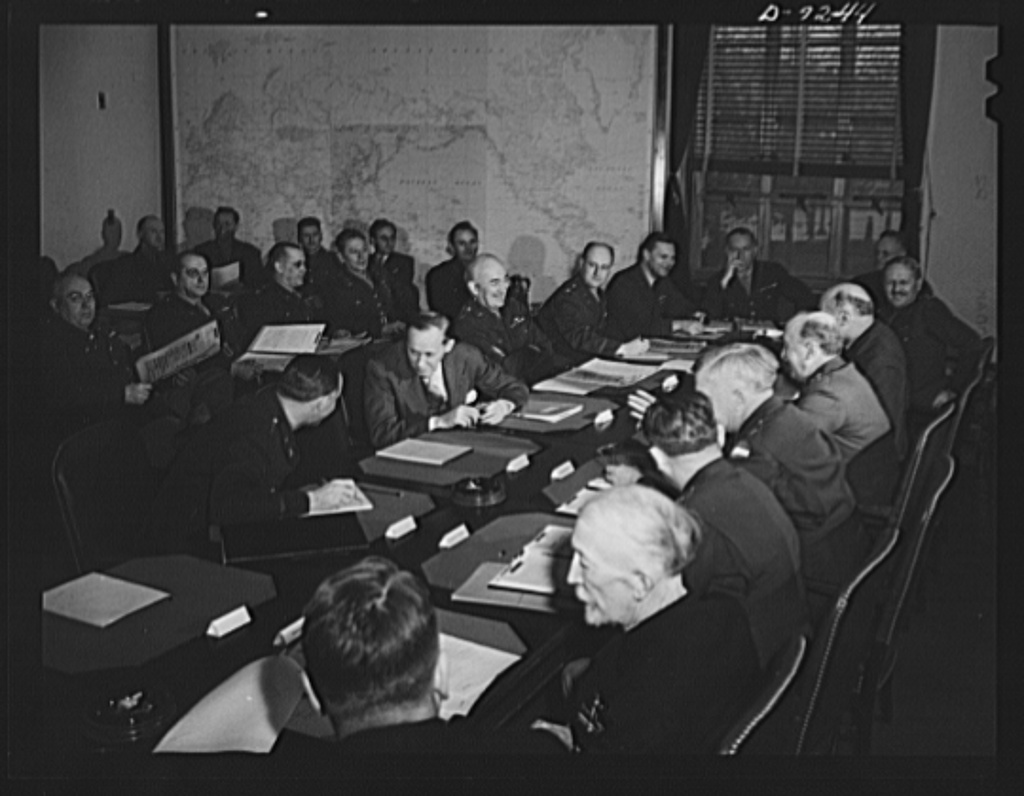
Wöchentliche Sitzung, Washington Februar 1943

Auf der Arcadia-Konferenz wurde von Churchill und Roosevelt der gemeinsame Generalstab Combined Chiefs of Staff (CCS) beschlossen. Ein Munitions Assignments Board sollte nach den Plänen der beiden Präsidenten unabhängig von diesem Generalstab mit den zwei Vorsitzenden Lord Beaverbrook in London und Harry Hopkins in Washington die Verteilung der Waffen- und Munitionsproduktion auf die Verbündeten regeln. Der US-Generalstabschef Marshall bestand aber unter Androhung seines Rücktritts und unterstützt von Hopkins darauf, dass die Institution unbedingt dem gemeinsamen Generalstab unterstellt sein müsse, da sie sonst keine Verantwortung für die Kriegführung übernehmen könnten. Churchill ließ sich „für eine Probezeit“ umstimmen, die dann bis Kriegsende währte. Unter der Leitung von Hopkins verteilte das Amt die Waffenproduktion an alle Dienste und Kriegsschauplätze.
Zusätzlich wurden kombinierte Ämter für Produktion (Combined Production and Resources Board), Rohstoffversorgung (Combined Raw Materials Board), Nahrungsmittel (Combined Food Board) und Schiffstransport (Combined Shipping Adjustment Board) geschaffen.